# ابومسلم سردار خراسان
ابومسلم سردار خراسان کتابی از غلامحسین یوسفی دربارهٔ ابومسلم خراسانی است. برخی این کتاب را مهم‌ترین تالیف به زبان فارسی در این باره می‌دانند.

## سرفصل‌ها
- فصل اول: دورنمایی از روزگار ابومسلم
- فصل دوم: ابومسلم کیست؟
- فصل سوم: تصویری از ابومسلم
- فصل چهارم: دعوت عباسی
- فصل پنجم: ابومسلم در خراسان
- فصل ششم: سقوط امویان در ایران
- فصل هفتم: کار عراق
- فصل هشتم: ابومسلم و خلفای عباسی
- فصل نهم: هدف ابومسلم چه بود؟
- فصل یازدهم: ابومسلم نامه
- یادداشت‌ها
- فهرست مآخذ
- تصحیحات